# ایکندورف (بورده)
ایکندورف (به آلمانی: Eickendorf) یک منطقهٔ مسکونی در آلمان است که در ائبیسفلده-وفرلینگن واقع شده‌است. ایکندورف ۲۰۰ نفر جمعیت دارد.